# Ayam Cemani

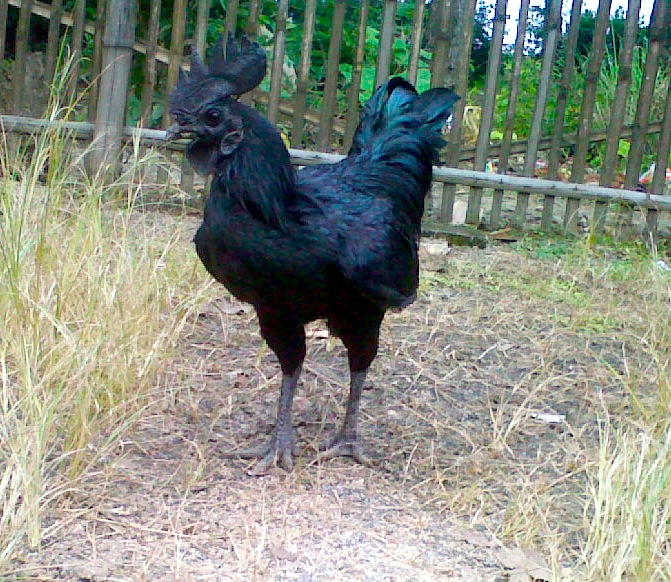
Gallo Cemani

Ayam Cemani es una raza poco común y relativamente reciente de pollo de Indonesia, tiene un gen dominante que causa hiperpigmentación (fibromelanosis), haciéndola enteramente negra.

## Etimología
Ayam significa "pollo" en indonesio, y Cemani se refiere a la aldea en la isla de Java de donde proviene esta raza.

## Origen
La raza se originó en la isla de Java, Indonesia y probablemente se ha criado durante siglos con fines religiosos. Fue descrita por primera vez por los colonos holandeses e importada por primera vez a Europa por el criador holandés Jan Steverink. Actualmente se cría en los Países Bajos, Alemania, Eslovaquia y República Checa. Se cree que pudo haber sido traída a Europa por marineros holandeses.

## Descripción
El pico, la lengua, piel, carne, huesos y órganos son negros, incluso la sangre es de un color rojo oscuro. El color negro de las aves se produce como resultado del exceso de pigmentación de los tejidos, causado por una condición genética conocida como fibromelanosis, este gen también se encuentra en algunas otras razas de aves negras.
Los gallos pesan de 2 a 2,5 kg y las gallinas de 1,5 a 2 kg. Los huevos son de color crema con un ligero tinte rosado y pesan unos 45 g.
Algunos ejemplares han sido vendidos en Estados Unidos hasta por $2500.